# Karol Piltz
Karol Piltz (1903-1939) fue un jugador de ajedrez polaco.
Representó a Polonia en la I Olimpíada de ajedrez no oficial en París, 1924, empatando en los puestos 3º al 7º en el Campeonato de ajedrez de Polonia en Varsovia en 1926 (el campeón fue Dawid Przepiórka), y empató en los lugares 17º al 18º en Jurata en 1937 (4º campeonato polaco, el campeón fue Savielly Tartakower).
Piltz, conjuntamente con el resto de miembros del equipo de Varsovia, (Abram Blass, Rafał Feinmesser, Paulin Frydman, Stanisław Kohn, Leon Kremer y Henryk Pogorieły) ganó la medalla de oro en el primer Campeonato de Polonia por Equipos celebrado en Królewska Huta en 1929. Falleció en el gueto de Varsovia durante la ocupación nazi.